# Klara Augusta z Brunszwiku-Lüneburg
Klara Augusta z Brunszwiku-Lüneburg (25 czerwca 1632 – 6 października 1700) – księżniczka brunszwicka. Córka Augusta II Brunszwickiego i jego żony Doroty.
7 czerwca 1653 poślubiła księcia Fryderyka Wirtemberskiego. Ze związku narodziło się dwanaścioro dzieci:
- Ulryk (1655)
- Eberhard (1656)
- Albrecht (1657-1670)
- Zofia Dorota (1658-1681)
- Ferdynand Wilhelm (1659-1701)
- Anton Ulryk (1661-1680)
- Barbara Augusta (1663-1664)
- Eleonora Charlotta (1664-1666)
- Krzysztof (1666)
- Karol Rudolf (1667-1742)
- Anna Eleonora (1669-1670)